# Nuevo peso (Uruguay)
El Nuevo peso fue la moneda oficial de la República Oriental del Uruguay desde 1975 hasta 1994, reemplazando al anterior peso por un valor de $1000=N$1, posteriormente en 1993 N$1000 pasaron a ser $U1, 1000 nuevos pesos pasaron a valer 1 peso uruguayo.

## Antecedentes
En 1958 la cotización de un dólar era de un dólar por diez pesos, el lapso de 1959 a 1967 se caracterizó por una muy alta inflación, con un promedio del 40%, llegando a alcanzar a finales de ese año su máximo histórico con un 135%.
En el periodo siguiente, promediando los años de 1973 a 1985, la situación no alcanzó gran mejoría: la inflación era del 55%.
A mediados de la década de 1970, circulaban billetes de 1 000, 5 000 y hasta de 10 000 pesos, lo que forzó la situación hacia una conversión monetaria.

## Modificación
En 1975 el gobierno de facto realizó el cambio de la moneda de pesos ($) a nuevos pesos (N$), esta modificación estuvo a cargo del entonces ministro de Economía Alejandro Végh Villegas, creando así el nuevo peso (N$).
Desde ese entonces 1.000 pesos pasaron a valer 1 nuevo peso. Mientras que los billetes de 5. 000 pesos pasaron a valer 5 nuevos pesos, los de 10.000 pasaron a valer 10 y los de 500 pasaron a valer 0,50. Por otro lado  las menores denominaciones empezaron a salir de circulación.
A pesar de este ajuste, el marco inflacionario no mejoró sino que ya retornada la democracia, entre  el periodo de 1985 a 1995, la inflación volvió a dispararse, esta vez con mayor intensidad que la anterior alcanzando el 75% en el promedio de esos primeros 5 años y 67% en el periodo de 1990 a 1995, la historia se repitió con tanta fidelidad que en 1990 logró su segundo máximo histórico luego del de 1967, esta vez cayendo en un 129%.

## Billetes
| Billetes de nuevos pesos           | Billetes de nuevos pesos       | Billetes de nuevos pesos               | Billetes de nuevos pesos                            |
| Valor                              | Anverso                        | Reverso                                | Comentarios                                         |
| ---------------------------------- | ------------------------------ | -------------------------------------- | --------------------------------------------------- |
| 50 centésimos                      | Busto de José Gervasio Artigas | Represa Rincón del Bonete              |                                                     |
| 1 nuevo peso                       | Busto de José Gervasio Artigas | Palacio Legislativo                    | resellado - fuera de circulación.                   |
| 1 nuevo peso                       | Busto de José Gervasio Artigas | Palacio Legislativo                    | serie nueva - resellado - fuera de circulación.     |
| 5 nuevos pesos                     | Busto de José Gervasio Artigas | Edificio del Banco Central del Uruguay | resellado - fuera de circulación.                   |
| 10 nuevos pesos                    | José Gervasio Artigas          | Casa de Gobierno                       | resellado - fuera de circulación.                   |
| 50 nuevos pesos                    | José Gervasio Artigas          | Casa de Gobierno                       | Primer billete no resellado - fuera de circulación. |
| 100 nuevos pesos                   | José Gervasio Artigas          | Casa de Gobierno                       | Fuera de circulación.                               |
| 200 nuevos pesos                   | José Enrique Rodó              | Monumento a José Enrique Rodó          | Fuera de circulación.                               |
| 500 nuevos pesos                   | José Gervasio Artigas          | Casa de Gobierno                       | Fuera de circulación.                               |
| 1000 nuevos pesos                  | José Gervasio Artigas          | Casa de Gobierno                       | Fuera de circulación.                               |
| 2000 nuevos pesos                  | Juan Manuel Blanes             | Alegoría al Altar de La Patria         | Fuera de circulación.                               |
| 5000 nuevos pesos                  | Juan Antonio Lavalleja         | Jura de la Constitución                | Fuera de circulación.                               |
| 10000 nuevos pesos                 | Monumento a la bandera         | Escudos departamentales de Uruguay     | Fuera de circulación.                               |
| 20000 nuevos pesos                 | Juan Zorrilla de San Martín    | Alegoría de la Leyenda Patria          | Fuera de circulación.                               |
| 50000 nuevos pesos                 | José Pedro Varela              | Monumento a José Pedro Varela          | Fuera de circulación.                               |
| 100000 nuevos pesos                | Eduardo Fabini                 | Alegoría musical                       | Fuera de circulación.                               |
| 200000 nuevos pesos                | Pedro Figari                   | Baile antiguo                          | Fuera de circulación.                               |
| 500000 nuevos pesos (medio millón) | Alfredo Vásquez Acevedo        | Universidad de la República            | Fuera de circulación.                               |

## Monedas
| Monedas de nuevos pesos | Monedas de nuevos pesos                                       | Monedas de nuevos pesos            | Monedas de nuevos pesos                                               |
| Valor                   | Anverso                                                       | Reverso                            | Comentarios                                                           |
| 1976 - 1980             | 1976 - 1980                                                   | 1976 - 1980                        | 1976 - 1980                                                           |
| ----------------------- | ------------------------------------------------------------- | ---------------------------------- | --------------------------------------------------------------------- |
| 5 centésimos            | Vaca                                                          | ramas de laurel y olivo            | Fuera de circulación                                                  |
| 10 centésimos           | Caballo                                                       | ramas de laurel y olivo            | Fuera de circulación                                                  |
| 20 centésimos           | Cerro de Montevideo                                           | ramas de laurel y olivo            | Fuera de circulación                                                  |
| 50 centésimos           | Balanza                                                       | ramas de laurel y olivo            | Fuera de circulación                                                  |
| 1 N$                    | José Artigas                                                  | ramas de laurel y olivo            | Fuera de circulación                                                  |
| 1981                    |                                                               |                                    |                                                                       |
| 1 N$                    | Escudo Nacional                                               | Flor Nacional                      | Fuera de circulación                                                  |
| 2 N$                    | Espiga de Trigo                                               |                                    | Día Mundial de la Alimentación - 1987 - moneda conmemorativa          |
| 5 N$                    | Pabellón Nacional                                             | Flor Nacional                      | Fuera de circulación                                                  |
| 10 N$                   | Efigie de José Artigas                                        | Flor Nacional                      | Fuera de circulación                                                  |
| 100 N$                  | Escudo Nacional de Uruguay y Escudo de la República Argentina | Represa de Salto Grande            | Inauguración de la Represa Binacional - 1982 - moneda conmemorativa   |
| 500 N$                  | Leandro Gómez                                                 | Ciudad de Paysandú                 |                                                                       |
| 2.000 N$                | Reyes Juan Carlos I y Sofía de España                         | Escudo Nacional y Escudo de España | Visita de los Reyes de España a Uruguay - 1983 - moneda conmemorativa |
| 5.000 N$                | Escudo Nacional y Escudo de la República Argentina            | Represa de Salto Grande            | Inauguración de la Represa Binacional - 1982 - moneda conmemorativa   |
| 20.000                  | Juan Carlos I y Sofía de España                               | Escudo Nacional y Escudo de España | Visita de los Reyes de España a Uruguay - 1982 - moneda conmemorativa |
| 1986                    |                                                               |                                    |                                                                       |
| 1 N$                    | Sol de Mayo                                                   | Ramas de laurel y olivos           | Fuera de circulación                                                  |
| 5 N$                    | Sol de Mayo                                                   | Ramas de laurel y olivos           | Fuera de circulación                                                  |
| 10 N$                   | Sol de Mayo                                                   | Ramas de laurel y olivos           | Fuera de circulación                                                  |
| 50 N$                   | Sol de Mayo                                                   | Ramas de laurel y olivos           | Fuera de circulación                                                  |
| 100 N$                  | Gaucho                                                        | Ramas de laurel y olivos           | Fuera de circulación                                                  |
| 200 N$                  | Alegoría sobre la libertad                                    | Ramas de laurel y olivos           | Fuera de circulación                                                  |
| 500 N$                  | José Artigas                                                  | Ramas de laurel y olivos           | Fuera de circulación                                                  |

## Adopción del peso uruguayo
En 1993 el entonces ministro de Economía  Ignacio de Posadas, resolvió que la moneda nacional volviera anterior denominación, aunque no a su valor. Nuevamente se hizo la  designación del  peso uruguayo como moneda oficial, ($), remplazando al ahora antiguo nuevo peso. Desde ese momento 1. 000 nuevos pesos pasaron a valer 1 peso uruguayo, los billetes de 5. 000 N$ pasaron a valer 5 $, los de 10.000 N$ pasaron a valer 10 $, los billetes de 50.000 N$ pasaron a valer 50 $ y así sucesivamente.
Posteriormente se imprimieron billetes con los mismos diseños pero con la denominación y nombre de la moneda actuales, los billetes de 5 y 10 pesos también tuvieron un nuevo diseño, el mismo sustituyó al anterior, pero de todas formas fueron de corta vida y salieron de circulación en poco tiempo.
En la historia numismática de Uruguay, nunca se realizaron  billetes de un  1 peso, ni de 1 nuevo peso. Excepto el resellado de 1975. (Existió un billete de 1 peso en circulación emitido en 1939)
| 5.000 nuevos pesos   | 5 pesos   | 5 pesos   | Fuera de circulación |
| 10.000 nuevos pesos  | 10 pesos  | 10 pesos  | Fuera de circulación |
| 20.000 nuevos pesos  | 20 pesos  | 20 pesos  | En circulación       |
| 50.000 nuevos pesos  | 50 pesos  | 50 pesos  | En circulación       |
| 100.000 nuevos pesos | 100 pesos | 100 pesos | En circulación       |
| 200.000 nuevos pesos | 200 pesos | 200 pesos | En circulación       |
| 500.000 nuevos pesos | 500 pesos | 500 pesos | En circulación       |